# Elliott (nome)
Elliott  è un nome proprio di persona inglese maschile.

## Varianti
- Maschili: Elliot[2][3], Eliott[2], Eliot[2], Elyot[2]

## Origine e diffusione
Si tratta di un diminutivo medievale del nome Elias, anche se l'uso dopo il XVI secolo è più probabilmente una ripresa del cognome inglese Elliott, derivato dal nome. 
L'uso del nome è incrementato dopo l'uscita nei cinema del film E.T. l'extra-terrestre nel 1982, il cui protagonista si chiama così. Negli Stati Uniti si attesta anche un suo uso, molto minoritario, al femminile.

## Onomastico
Il nome è adespota, cioè non è portato da alcun santo. L'onomastico quindi si festeggia il giorno di Ognissanti, che è il 1º novembre.

## Persone

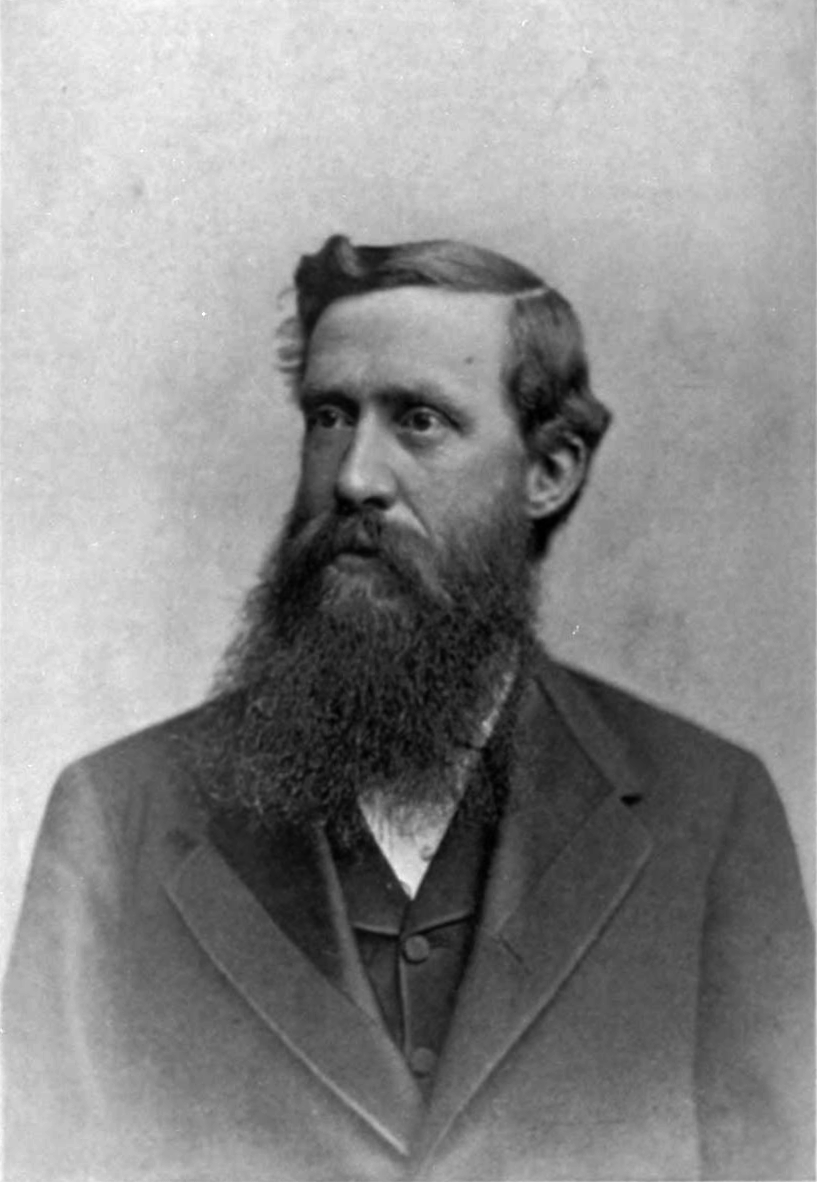
Elliott Coues

- Elliott Carter, compositore statunitense
- Elliott Coues, storico e ornitologo statunitense
- Elliott Dexter, attore statunitense
- Elliott Erwitt, fotografo statunitense
- Elliott Gould, attore statunitense
- Elliott H. Lieb, matematico e fisico statunitense
- Elliott Murphy, cantautore e giornalista statunitense
- Elliott Nugent, regista, attore e sceneggiatore statunitense
- Elliott Reid, attore e sceneggiatore statunitense
- Elliott See, astronauta statunitense
- Elliott Smith, cantautore e musicista statunitense
- Elliott Van Zandt, allenatore di pallacanestro, allenatore di baseball e preparatore atletico statunitense
- Elliott Yamin, cantautore statunitense

### Variante Elliot

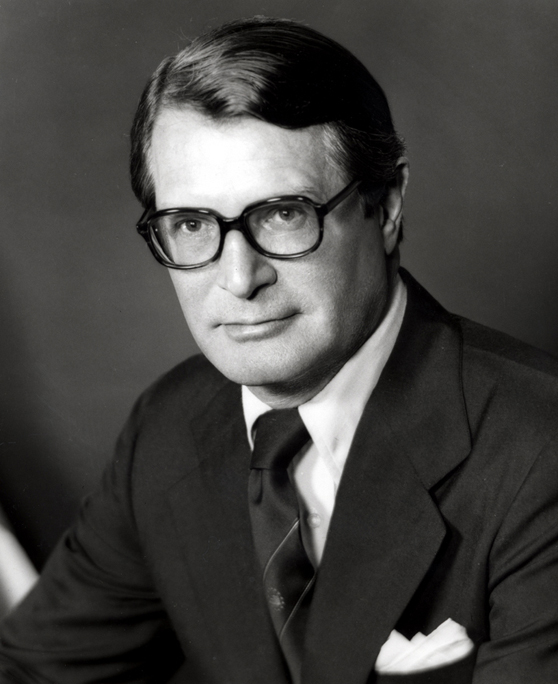
Elliot Richardson

- Elliot Berg, economista e saggista statunitense
- Elliot Goldenthal, compositore statunitense
- Elliot Graham, montatore statunitense
- Elliot Handler, imprenditore statunitense
- Elliot Page, attore canadese
- Elliot Richardson, politico e avvocato statunitense
- Elliot Scott, scenografo britannico
- Elliot Tiber, artista, sceneggiatore e scrittore statunitense

### Variante Eliot
- Eliot Engel, politico statunitense
- Eliot Hodgkin, pittore britannico
- Eliot Ness, poliziotto statunitense
- Eliot Spitzer, avvocato e politico statunitense
- Eliot Stannard, sceneggiatore britannico
- Eliot Teltscher, tennista statunitense

## Il nome nelle arti
- Elliot Alderson è un personaggio della serie televisiva Mr. Robot.
- Elliot Carver è un personaggio del film del 1997 Il domani non muore mai, diretto da Roger Spottiswoode.
- Elliot Reid è un personaggio della serie televisiva Scrubs - Medici ai primi ferri.
- Elliot Swann è un personaggio del videogioco Doom.
- Elliott il drago invisibile è un film Disney del 1977.